# Mechanical Animals
Mechanical Animals (укр. Механічні Тварини) — третій студійний альбом рок-гурту Marilyn Manson. Реліз запису відбувся 14 вересня 1998 року. На батьківщині гурту, в США, альбом надійшов у продаж на день пізніше — 15 вересня 1998 року та одразу дебютував на першому місці в чартах Billboard.
Альбом досяг найвищих позицій в американському, канадському і австралійському чартах. В Сполучених Штатах було продано більше мільйона копій, він сертифікований як платиновий. Журнал Spin присудив Mechanical Animals сьоме місце в списку «20 найкращих альбомів 1998 року».

### Запис
1997 року Менсон переїхав з Флориди в Лос-Анджелес для запису нового альбому Mechanical Animals. Запис проходив у голлівудській студії Westlake and Conway Studios. Основними композиторами платівки є бас-гітарист Твіггі Рамірез, клавішник Мадонна Вейн Ґейсі та гітарист Зім Зам. Всі тексти пісень написані Мериліном Менсоном. Продюсували запис Шон Біван та Майкл Бейнгорн, що працював раніше з Soundgarden.
Консультантом запису альбому виступив Біллі Корган — лідер гурту The Smashing Pumpkins. Він також взяв участь у записі пісні «The Speed of Pain». Бек-вокал на треку «Posthuman» належить подрузі Менсона — акторці Роуз МакГавен. У композиції «New Model No. 15» звучать голоси порноакторок Діанни Лаурен і Кобе Тай. Діанна також брала участь у записі треку «User Friendly». До створення "I Don't Like the Drugs (But the Drugs Like Me)" були залучені Денні Сейбер та гітарист Дейв Наварро, один із засновників Jane's Addiction, який грав також у складі групи Red Hot Chili Peppers. Як бек-вокалісти у композиціях «The Speed of Pain» та "I Don't Like the Drugs (But the Drugs Like Me) " виступили Джон Вест, Олександра Браун, Лінн Девіс та Ніккі Харріс.

### Сенс назви
Назва «Mechanical Animals» виникла під час перебування Менсона в Голлівуді, де на одній зі студій проходив запис нового альбому.
|                  | Переїхавши в Голлівуд, я наче заново народився. У минулому я звільнився від усіх своїх почуттів, і от тепер вони стали до мене повертатися. Живучи в цьому дивному місті, я відчував себе майже дитиною або інопланетянином, і в міру того, як до мене поверталися почуття, світ для мене ставав все більш байдужим. Я став бачити людей як механічних тварин, про які й розповідає цей альбом |
| — Мерілін Менсон | |

Існує також більш езотеричне трактування, за яким «Mechanical Animals» є анаграмою фрази «is an Alchemical Man». І якщо так прочитати текст обкладинки, вийде «Marilyn Manson is an Alchemical Man» (в перекладі з англ. «Мерилін Менсон — Алхімічна Людина»).

### Концепція
Mechanical Animals записаний в дусі глем-року, контрастуючи з ранніми роботами групи, і особливо з попереднім альбомом Antichrist Superstar .Сам Менсон в одному з інтерв'ю журналу «Kerrang!» говорив, що Mechanical Animals був його спробою врятувати рок-н-рол.
|  | «Основною моєю метою в цьому записі було знову вдихнути життя в рок-н-рол, повернутися до витоків та записати справжній рок-альбом. Якщо сьогодні щось і може врятувати рок-н-рол, то тільки цей альбом, — говорить він прямо, але не гордовито. — В іншому випадку рок зникне, як це сталося в 70-х в еру диско, коли рок-музика була представлена тільки одноразовими хітами нікому не потрібних груп, і домінувала танцювальна музика. Зараз ми перебуваємо приблизно в такому ж становищі.» |

«Mechanical Animals» є концептуальним альбомом. Головний герой альбому — інопланетний андрогін, що зветься Omēga (вимовляється о-ми-га) — лідер спеціально вигаданої групи Omega and the Mechanical Animals, авторству якої приписані сім пісень. Інші сім пісень альбому, більш ліричні та проникливі, позначені в буклеті, як «Alpha Songs».
Alpha Songs
- «Great Big White World»
- «Mechanical Animals»
- «Disassociative»
- «The Speed of Pain»
- «Posthuman»
- «The Last Day on Earth»
- «Coma White»

Omēga Songs
- «The Dope Show»
- «Rock Is Dead»
- «I Want to Disappear»
- «I Don't Like the Drugs (But the Drugs Like Me)»
- «New Model No. 15»
- «User Friendly»
- «Fundamentally Loathsome»

Альфа та омега — перша та остання букви грецького алфавіту. Їх вибір створює контраст та додає альбому «Mechanical Animals» настільки властивий творчості Менсона дуалізм. Також є думка, що «альфа та омега» є ремінісценцією на біблійні мотиви про Спасителя.
|  | Роль «рятівника», яку Менсон взяв на себе в еру Mechanical Animals (на противагу ролі «руйнівника» в еру Antichrist Superstar) зумовила не тільки музичну, а й біблійну підоснову символу. В переносному сенсі вираз «альфа та омега» (то є перша й остання букви грецького алфавіту) означає «початок та кінець». Ця фраза зустрічається в Біблії: «Я єсмь Альфа та Омега, початок та кінець, говорить Господь...» (Від. 1.8) . Тому слова «Це моя Омега», що завершують альбом Mechanical Animals, означають «це мій кінець». Вони відсилають саме до біблійного тексту, оскільки на початку пісні Untitled, п'ятнадцятої за рахунком та заключній, герой альбому говорить: «В кінці я став ними і повів їх», а перша композиція, яка виконувалася на концертах турне Rock Is Dead, називається «Інавгурація механічного Христа». |

### Оформлення
На обкладинці розміщене зображення Менсона в образі безстатевого андрогіна. Для зйомок у лютому 1998 року була орендована голлівудська студія Quixote Studios в Лос-Анджелесі, в якій Мерілін Менсон та фотограф Джозеф Калтіс працювали протягом чотирьох днів. Спеціально для фотосесії був виготовлений комбінезон з сірого латексу, створений голлівудським майстром зі спецефектів Screaming Mad George, який також працював над фільмом Кошмар на вулиці В'язів, і в минулому сам був вокалістом хоррор-панк групи The Mad.
Для цього комбінезона їм довелося зробити гіпсовий зліпок з усього тіла Менсона, — говорить Калтіс. — Вісім годин зайняло тільки одягання його в костюм.
Далі, в процесі ретуші фотографії, стегна Менсона були замінені стегнами супермоделі Ел Макферсон.
Він хотів жіночі стегна, — говорить фотограф. — У комп'ютері у нас був знімок Ел Макферсон, тому ми просто взяли його і наклали зверху. Так що на фотографії у Менсона стегна Ел Макферсон.
Після нетривалих пошуків груди було взято із зображення моделі з журналу Perfect 10.
В результаті ми використовували фотографію дівчини з Perfect 10, — говорить Калтіс. — Спочатку на грудях були світло-коричневі соски. В компанії звукозапису були цим розлютовані. Вони зажадали, щоб ми прибрали їх.
Безстатева промежина в оформленні обкладинки викликала кілька інцидентів, пов'язаних з дистрибуцією та рекламою альбому. Редакція журналу Нью-Йорк Таймс відмовилася публікувати рекламу альбому, поки фотографія не була відповідним чином обрізана. Мережа магазинів Target Records відмовилася поширювати альбом з оригінальним варіантом оформлення, тому була створена альтернативна цензурна версія обкладинки, на якій використана фотографія повністю одягненого Менсона.

### Видання
Альбом «Mechanical Animals» був випущений на компакт-дисках, аудіокасетах та дванадцятидюймових грамплатівках. Треклист компакт-дисків та аудіокасет збігається. Окремі видання, в залежності від країни, в якій проходила їх дистрибуція, мають деякі особливості. Японське видання альбому йшло з додатковим чорно-білим буклетом з перекладеними на японську текстами пісень та традиційною OBI-стрічкою, що оперізує конверт японських видань та носить інформацію про виконавця, номер в каталозі та лейбл японською мовою. До британської, корейської та австралійської версій додавався бонусний відеодиск з трьома кліпами: «The Dope Show», «Sweet Dreams» та «The Beautiful People».
Подвійна дванадцятидюймова грамофонна платівка була випущена в Великій Британії 1998 року. Пісні на двох платівках розділені відповідно до концепції альбому на Alpha Songs і Omēga Songs. Один з дисків був білого кольору з треками заявленими як Alpha Songs і виконаними Мериліном Менсоном. Другий диск — синього кольору, — містив композиції з категорії Omēga Songs, виконані вигаданою рок-групою Omega and The Mechanical Animals. Альбом також було видано у Великій Британії на звичайній здвоєній грамплатівці (30 см).
1999 року у Німеччині альбом вийшов з додатком — двадцятисторінковою книгою коміксів Маркуса Вільда на теми кліпу "I Don't Like The Drugs (But the Drugs Like Me) ". Це видання було приурочене до промо-турне Mechanical Animals і обмежене 1000 копіями.
2003 року альбом був перевиданий в Японії з новою OBI-стрічкою.

## Список композицій

### Компакт-диск-версія
Автор слів Мерілін Менсон. 
| #   | Назва                                            | Автор музики            | Тривалість |
| --- | ------------------------------------------------ | ----------------------- | ---------- |
| 1.  | «Great Big White World»                          | Рамірез, Ґейсі, Зім Зам | 5:01       |
| 2.  | «The Dope Show»                                  | Рамірез                 | 3:46       |
| 3.  | «Mechanical Animals»                             | Рамірез, Зім Зам        | 4:33       |
| 4.  | «Rock Is Dead»                                   | Рамірез, Ґейсі          | 3:09       |
| 5.  | «Disassociative»                                 | Рамірез, Ґейсі, Зім Зам | 4:50       |
| 6.  | «The Speed of Pain»                              | Рамірез, Ґейсі, Зім Зам | 5:30       |
| 7.  | «Posthuman»                                      | Рамірез, Ґейсі          | 4:17       |
| 8.  | «I Want to Disappear»                            | Рамірез                 | 2:56       |
| 9.  | «I Don't Like the Drugs (But the Drugs Like Me)» | Рамірез, Зім Зам        | 5:03       |
| 10. | «New Model No. 15»                               | Рамірез, Менсон         | 3:40       |
| 11. | «User Friendly»                                  | Рамірез, Ґейсі, Зім Зам | 4:17       |
| 12. | «Fundamentally Loathsome»                        | Гейсі, Зім Зам          | 4:49       |
| 13. | «The Last Day on Earth»                          | Менсон, Ґейсі, Рамірез  | 5:01       |
| 14. | «Coma White»                                     | Рамірез, Ґейсі, Зім Зам | 5:38       |
| 15. | «Untitled»                                       | Ґейсі                   | 1:22       |

### Аудіокасета
| Бік «А» | Бік «А»                 | Бік «А»    |
| #       | Назва                   | Тривалість |
| ------- | ----------------------- | ---------- |
| 1.      | «Great Big White World» | 5:01       |
| 2.      | «The Dope Show»         | 3:46       |
| 3.      | «Mechanical Animals»    | 4:33       |
| 4.      | «Rock Is Dead»          | 3:09       |
| 5.      | «Disassociative»        | 4:50       |
| 6.      | «The Speed of Pain»     | 5:30       |
| 7.      | «Posthuman»             | 4:17       |

| Бік «Б» | Бік «Б»                                          | Бік «Б»    |
| #       | Назва                                            | Тривалість |
| ------- | ------------------------------------------------ | ---------- |
| 8.      | «I Want to Disappear»                            | 2:56       |
| 9.      | «I Don't Like the Drugs (But the Drugs Like Me)» | 5:03       |
| 10.     | «New Model No. 15»                               | 3:40       |
| 11.     | «User Friendly»                                  | 4:17       |
| 12.     | «Fundamentally Loathsome»                        | 4:49       |
| 13.     | «The Last Day on Earth»                          | 5:01       |
| 14.     | «Coma White»                                     | 5:38       |
| 15.     | «Untitled»                                       | 1:22       |

### Вініловаверсія
| Mechanical Animals: перша сторона | Mechanical Animals: перша сторона | Mechanical Animals: перша сторона |
| #                                 | Назва                             | Тривалість                        |
| --------------------------------- | --------------------------------- | --------------------------------- |
| 1.                                | «Great Big White World»           | 5:01                              |
| 2.                                | «Posthuman»                       | 4:17                              |
| 3.                                | «The Speed of Pain»               | 5:30                              |
| 4.                                | «The Last Day on Earth»           | 5:01                              |

| Mechanical Animals: друга сторона | Mechanical Animals: друга сторона | Mechanical Animals: друга сторона |
| #                                 | Назва                             | Тривалість                        |
| --------------------------------- | --------------------------------- | --------------------------------- |
| 1.                                | «Disassociative»                  | 4:50                              |
| 2.                                | «Mechanical Animals»              | 4:33                              |
| 3.                                | «Coma White»                      | 5:38                              |

| Omega and the Mechanical Animals: перша сторона | Omega and the Mechanical Animals: перша сторона | Omega and the Mechanical Animals: перша сторона |
| #                                               | Назва                                           | Тривалість                                      |
| ----------------------------------------------- | ----------------------------------------------- | ----------------------------------------------- |
| 1.                                              | «The Dope Show»                                 | 3:46                                            |
| 2.                                              | «Rock Is Dead»                                  | 3:09                                            |
| 3.                                              | «I Want to Disappear»                           | 2:56                                            |
| 4.                                              | «Fundamentally Loathsome»                       | 4:49                                            |

| Omega and the Mechanical Animals: друга сторона | Omega and the Mechanical Animals: друга сторона  | Omega and the Mechanical Animals: друга сторона |
| #                                               | Назва                                            | Тривалість                                      |
| ----------------------------------------------- | ------------------------------------------------ | ----------------------------------------------- |
| 1.                                              | «I Don't Like the Drugs (But the Drugs Like Me)» | 5:03                                            |
| 2.                                              | «New Model No. 15»                               | 3:40                                            |
| 3.                                              | «User Friendly»                                  | 4:17                                            |